# Igloo

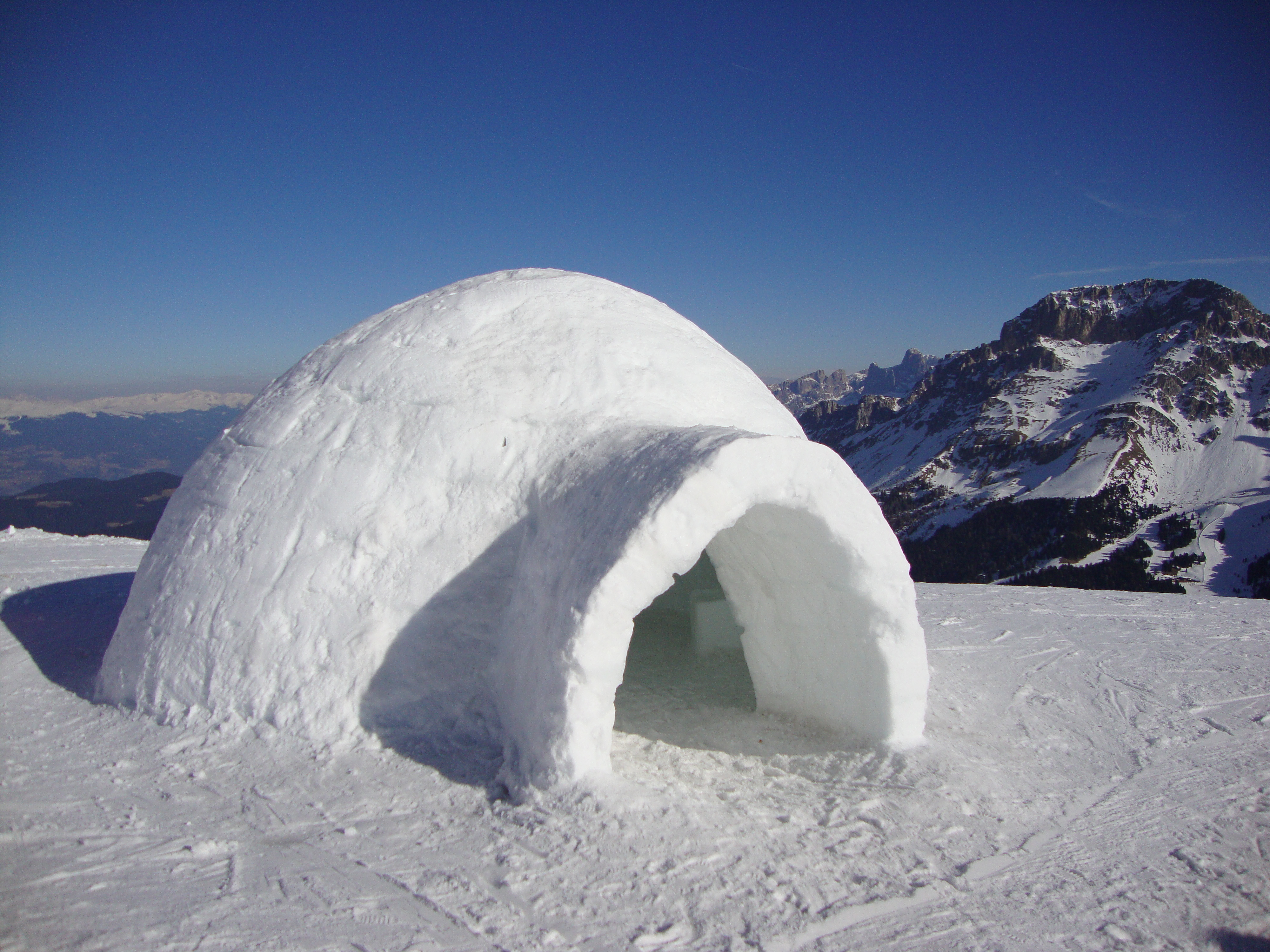
Igloo

Igloo (w inuktitut iglu / ᐃᒡᓗ, „dom”, tłumaczone czasem jako „dom ze śniegu”) – konstrukcja mieszkalna budowana z bloków śniegu, zazwyczaj przybierająca formę kopuły zbudowanej na planie koła.
Igloo są najbardziej znane wśród Inuitów z kanadyjskiej Arktyki (na wschód od rzeki Mackenzie) i okolic Qaanaaq na Grenlandii, gdzie od stuleci służyły jako tymczasowe schronienie dla myśliwych w ciągu zimy, sezonowe domy zamieszkiwane przez jedną lub kilka rodzin (wówczas złożone z kilku połączonych ze sobą pomieszczeń) lub przeznaczone na zgromadzenia mieszkańców wioski spore hale, w których organizowano narady, ceremonie, zawody sportowe, śpiewy i tańce.

## Konstrukcja
Typowa konstrukcja igloo obejmowała długie (do 3 m) niskie półokrągłe wejście zasłonięte skórami (czasem – z bocznymi schowkami na zapasy i dodatkową ścianką osłaniającą przed wiatrem), przeznaczoną do spania przykrytą gałęziami, futrami i skórami obszerną niską śnieżną platformę naprzeciwko wejścia, kamienną lampkę z płonącym tłuszczem morskich ssaków, służącą do oświetlania wnętrza i ogrzewania potraw, kamienny stolik i niewielki zestaw naczyń oraz narzędzi (początkowo kościanych, kamiennych i drewnianych, później także metalowych), czasem także szczytowy otwór wentylacyjny, otwór okienny zasłonięty taflą lodu lub półprzezroczystym foczym pęcherzem, ewentualnie przejście do sąsiedniego pomieszczenia. We wnętrzu mieszkalnego igloo można było, stojąc, dosięgnąć rękami sufitu w najwyższym punkcie, a doświadczony inuicki myśliwy mógł samodzielnie zbudować niewielkie igloo z wycinanych specjalnym długim nożem (kiedyś kościanym, później stalowym) śnieżnych bloków – układanych spiralnie w coraz wyższą ścianę i uszczelnianą śniegiem – w ciągu 20-30 minut. Typowy blok śniegu miał wymiary przeciętnie ok. 60 x 120 cm i ok. 20 cm grubości.
Utrzymywana wewnątrz igloo dość stała temperatura około 0 stopni Celsjusza zapewniała znośne warunki do życia w mroźnym arktycznym klimacie, a z upływem czasu topniejąca i zamarzająca wielokrotnie powierzchnia śnieżnych ścian zamieniała się w lód, uszczelniając i wzmacniając konstrukcję igloo na tyle, iż można było stanąć na jego szczycie lub rozebrać część ścian (np. w celu powiększenia lub połączenia z sąsiednim budynkiem) bez niszczenia całego igloo. Przed kolejnym sezonem zimowym wędrowne zwykle grupy Inuitów budowały nowe igloo lub przebudowywały stare. Z przyczyn naturalnych (zgony, śluby, wędrówki, itp.) oraz w celu uniknięcia konfliktów społecznych naturalnych dla niewielkich izolowanych społeczności, skład i liczba osób mieszkających w poszczególnych rodzinnych igloo zwykle zmieniała się z sezonu na sezon.
Na obu wybrzeżach Grenlandii oraz w Arktyce Zachodniej (i na Syberii) nie budowano praktycznie typowych śnieżnych igloo, lecz kopulaste ziemianki podwyższane konstrukcjami z kamieni i kości zwierząt (głównie żeber dużych ssaków morskich), okrywane dla izolacji grubymi skórami morsów i obsypywane ziemią lub śniegiem.
W cieplejszym sezonie letnim Inuici mieszkali zwykle w namiotach ze skór zwierząt i ziemiankach, a później także w dostarczanych przez przyjezdnych namiotach z płótna i domach z prefabrykatów. Obecnie mieszkający w stałych osiedlach i trwałych domach Inuici budują igloo rzadziej, zwykle jako konstrukcje pomocnicze (nie mieszkalne), związane z kultywowaniem dawnych tradycji, sezonowymi polowaniami i rozwojem turystyki.